# Sari Kauria
Pour les articles homonymes, voir Kauria.
Sari Kauria est une karatéka finlandaise surtout connue pour avoir remporté le titre de championne du monde de karaté en kumite individuel féminin moins de 53 kilos aux championnats du monde de karaté 1986 à Sydney, en Australie.

## Résultats
| Résultat      | Date | Épreuve                   | Catégorie | Compétition                | Ville hôte           |
| ------------- | ---- | ------------------------- | --------- | -------------------------- | -------------------- |
| Médaille d'or | 1986 | Kumite individuel - 53 kg | Seniors   | Championnats du monde 1986 | Sydney, en Australie |